# Dicaelus alternans
Dicaelus alternans är en skalbaggsart som beskrevs av Pierre François Marie Auguste Dejean. Dicaelus alternans ingår i släktet Dicaelus och familjen jordlöpare. Inga underarter finns listade i Catalogue of Life.